# العلاقات البرتغالية البنمية
العلاقات البرتغالية البنمية هي العلاقات الثنائية التي تجمع بين البرتغال وبنما.

## مقارنة بين البلدين
هذه مقارنة عامة ومرجعية للدولتين:
| وجه المقارنة                                              | البرتغال                                                  | بنما                      |
| --------------------------------------------------------- | --------------------------------------------------------- | ------------------------- |
| المساحة (كم2)                                             | 92.21 ألف                                                 | 74.18 ألف                 |
| عدد السكان (نسمة)                                         | 10.60 مليون                                               | 4.10 مليون                |
| الكثافة السكانية (ن./كم²)                                 | 114.95                                                    | 55.27                     |
| العاصمة                                                   | لشبونة                                                    | بنما                      |
| اللغة الرسمية                                             | اللغة البرتغالية، اللغة الميراندية                        | اللغة الإسبانية           |
| العملة                                                    | يورو، اسكودو برتغالي                                      | بالبوا بنمي، دولار أمريكي |
| الناتج المحلي الإجمالي (بليون دولار)                      | 217.57 مليار                                              | 61.84 مليار               |
| الناتج المحلي الإجمالي (تعادل القوة الشرائية) بليون دولار | 307.82 مليار                                              | 87.37 مليار               |
| الناتج المحلي الإجمالي الاسمي للفرد دولار أمريكي          | 19.22 ألف                                                 | 13.27 ألف                 |
| الناتج المحلي الإجمالي للفرد دولار أمريكي                 | 28.76 ألف                                                 | 20.89 ألف                 |
| مؤشر التنمية البشرية                                      | 0.830                                                     | 0.780                     |
| رمز المكالمات الدولي                                      | +351                                                      | +507                      |
| رمز الإنترنت                                              | .pt                                                       | .pa                       |
| المنطقة الزمنية                                           | توقيت غرب أوروبا، توقيت غرب أوروبا الصيفي، أوروبا/لشبونة ‏ | 00                        |

## منظمات دولية مشتركة
يشترك البلدان في عضوية مجموعة من المنظمات الدولية، منها:
| علم المنظمة | اسم المنظمة                               | تاريخ انضمام البرتغال | تاريخ انضمام بنما |
| ----------- | ----------------------------------------- | --------------------- | ----------------- |
|             | يونسكو                                    | 11 مارس 1965          | 10 يناير 1950     |
|             | الفريق المعني برصد الأرض                  | ?                     | ?                 |
|             | مؤسسة التمويل الدولية                     | 8 يوليو 1966          | 20 يوليو 1956     |
|             | المركز الدولي لتسوية المنازعات الاستشارية | 1 أغسطس 1984          | 8 مايو 1996       |
|             | منظمة حظر الأسلحة الكيميائية              | ?                     | ?                 |
|             | مؤسسة التنمية الدولية                     | 29 ديسمبر 1992        | 1 سبتمبر 1961     |
|             | منظمة التجارة العالمية                    | ?                     | ?                 |
|             | وكالة ضمان الاستثمار متعدد الأطراف        | 6 يونيو 1988          | 21 فبراير 1997    |
|             | الاتحاد البريدي العالمي                   | ?                     | ?                 |
|             | منظمة الشرطة الجنائية الدولية             | ?                     | ?                 |
|             | الأمم المتحدة                             | 14 ديسمبر 1955        | 13 نوفمبر 1945    |
|             | الاتحاد الدولي للاتصالات                  | 1866                  | 14 يوليو 1914     |
|             | البنك الدولي للإنشاء والتعمير             | 29 مارس 1961          | 14 مارس 1946      |

## وصلات خارجية
- موقع وزارة الخارجية البرتغالية
- موقع وزارة الخارجية البنمية